# Coupe de France de rugby à XIII 2021
Navigation
Édition précédente Édition suivante
La Coupe de France de rugby à XIII 2020-2021 ou Challenge de France est la 83e édition de la Coupe de France, compétition à élimination directe mettant, en temps normal,  aux prises des clubs de rugby à XIII amateurs et professionnels affiliés à la Fédération française de rugby à XIII.
Cette édition, toujours intégralement française, doit commencer au mois de mars 2021 dans un format inédit.
En effet,  en raison de la pandémie de maladie à coronavirus, elle inclut uniquement les seules équipes de l'Élite 1.
Au mois de mars 2021, la possibilité de remplacer cette compétition en raison de la situation sanitaire est évoquée : la Fédération indique étudier  « une nouvelle formule [...] qui ne s’appellerait plus Coupe de France » et « qui ne réunirait que les clubs d’Elite 1 avec un premier tour regroupant les 4 derniers du championnat puis les quarts de finale ». Fin mars 2021, la fédération française de rugby à XIII désigne la compétition comme le « Challenge de France ».

## Liste des équipes en compétition
| Albi Avignon Carcassonne Palau-del-Vidre Lézignan-Corbières Limoux Saint-Estève XIII catalan Saint-Gaudens Toulouse Elite Villeneuve-sur-Lot |

Dix équipes seulement participent cette saison à la Coupe de France. Huit équipes sont localisées en région Occitanie, les deux autres étant situées à moins de 20 kilomètres de ses frontières. Il faut noter cependant que toutes les régions méridionales de la France demeurent  représentées ; la Nouvelle Aquitaine, l'Occitanie et PACA.

### Palmarès par club
| Rang | Clubs                                   | Titres (éditions)                                                                             | Finales perdues (éditions)                                                        |
| ---- | --------------------------------------- | --------------------------------------------------------------------------------------------- | --------------------------------------------------------------------------------- |
| 1    | Carcassonne                             | 15 (1946, 1947, 1951, 1952, 1961, 1963, 1967, 1968, 1977, 1983, 1990, 2009, 2012, 2017, 2019) | 13 (1945, 1948, 1949, 1960, 1965, 1973, 1979, 1980, 1982, 1996, 2004, 2007, 2014) |
| 2    | XIII catalan (fusion avec Saint Estève) | 10 (1939, 1945, 1950, 1959, 1969, 1976, 1978, 1980, 1985, 1997)                               | 13 (1935, 1937, 1946, 1952, 1954, 1957, 1967, 1977, 1983, 1987, 1993, 1994, 2000) |
| 3    | Villeneuve-sur-Lot                      | 9 (1937, 1958, 1964, 1979, 1984, 1999, 2000, 2002, 2003)                                      | 7 (1936, 1938, 1953, 1966, 1969, 1970, 1972)                                      |
| 4    | Lézignan                                | 6 (1960, 1966, 1970, 2010, 2011, 2015)                                                        | 7 (1961, 1971, 1974, 1978, 1999, 2006, 2017)                                      |
| 5    | Avignon                                 | 5 (1955, 1956, 1982, 1989, 2013)                                                              | 4 (1947, 1958, 1959, 1998)                                                        |
| 6    | Saint-Estève XIII catalan               | 5 (2001, 2004, 2005, 2016, 2018)                                                              | 2 (2015, 2019)                                                                    |
| 7    | Saint-Gaudens                           | 3 (1973, 1991, 1992)                                                                          | 0                                                                                 |
| 8    | Limoux                                  | 2 (1996, 2008)                                                                                | 10 (1984, 1985, 1997, 2001, 2005, 2009, 2010, 2013, 2016, 2018)                   |
| 9    | Toulouse                                | 1 (2014)                                                                                      | 6 (1939, 1962, 1963, 1964, 1968, 1976)                                            |
| 10   | Albi                                    | 1 (1974)                                                                                      | 1 (2008)                                                                          |
| -    | Palau-del-Vidre                         | 0                                                                                             | 0                                                                                 |